# Michel de Carvalho
Michel Rey de Carvalho (* 21. Juli 1944 in Gerrards Cross, Buckinghamshire) ist ein britischer ehemaliger Rennrodler und Schauspieler.
De Carvalho ist der Sohn eines Brasilianers und einer Engländerin. Er besuchte eine Schule in der Schweiz, wo er das Skifahren erlernte. Daraufhin bekam er die Schlüsselrolle des Adoptivsohnes Toni im Film Das geteilte Herz von Michael Balcon. Es folgten weitere Rollen, bis er 1962 nach einer Rolle als arabischer Waisenjunge in Lawrence of Arabia vom Schauspiel Abstand nahm. In den Filmen trat er stets unter dem Namen Michel Ray auf.
De Carvalho studierte an der Harvard University und machte dort einen Abschluss in Wirtschaft. Neben seiner Arbeit begann er eine Sportkarriere. In den späten 1960er Jahren war er Mitglied des britischen alpinen Skiteams, bis er zum Rennrodeln wechselte. Zusammen mit Jeremy Palmer-Tomkinson trat er 1972 im Doppelsitzer bei den Olympischen Winterspielen in Sapporo, Japan an. Sie erreichten den 20. Platz. 1976 traten sie erneut zusammen in Innsbruck, Österreich an und erreichten die gleiche Platzierung. De Carvalho ging zusätzlich im Einsitzer an den Start und landete auf Rang 29.
De Carvalho arbeitete für verschiedene Finanzdienstleistungsunternehmen und wurde zum Multimillionär. Er ist verheiratet mit Charlene, der Tochter des Braumeisters Freddy Heineken. Nach dem Tod ihres Vaters 2002 erbte sie ein Vermögen von 6 Milliarden Dollar und löste damit Königin Beatrix als reichste Frau der Niederlande ab.

## Filmografie (Auswahl)
- 1954: Das geteilte Herz (The Divided Heart)
- 1956: Roter Staub (The Brave One)
- 1957: Stern des Gesetzes (The Tin Star)
- 1962: Lawrence von Arabien (Lawrence of Arabia)